# Блатец (Сливенская область)
Блатец (болг. Блатец) — село в Болгарии. Находится в Сливенской области, входит в общину Сливен. Население составляет 811 человек.

## Политическая ситуация
В местном кметстве Блатец, в состав которого входит Блатец, должность кмета (старосты) исполняет Красимир Динев (ГЕРБ) по результатам выборов.
Кмет (мэр) общины Сливен — Стефан Радев (ГЕРБ) по результатам выборов.